# Cantuaria reducta
Cantuaria reducta là một loài nhện trong họ Idiopidae.
Loài này thuộc chi Cantuaria. Cantuaria reducta được Raymond Robert Forster miêu tả năm 1968.